# Фергус мак Фогартайг
Фергус мак Фогартайг (др.‑ирл. Fergus mac Fogartaig; умер в 751) — король Лагора (Южной Бреги; 738—751) из рода Сил Аэдо Слане.

## Биография
Фергус был одним из сыновей короля всей Бреги и верховного короля Ирландии Фогартаха мак Нейлла, погибшего в 724 году. Он принадлежал к Уи Хернайг, одной из двух основных ветвей рода Сил Аэдо Слане. Фергус получил власть над Лагором в 738 году, после того как его брат Кернах мак Фогартайг был убит собственными же людьми.
О правлении Фергуса мак Фогартайга ничего неизвестно. Единственное свидетельство о нём в ирландских анналах — сообщение о его смерти в 751 году. Записи о кончине Фергуса — первое упоминание в «Анналах Ульстера» титула «король части Бреги» (regis Deisceird Breg), то есть Южной Бреги.
После смерти Фергуса мак Фогартайга власть над Лагором унаследовал его брат Кайрпре. Фергус был отцом трёх сыновей: Маэл Дуйна, Айлиля и Кернаха. Все они, также как и их отец, были королями Южной Бреги.